# تواصل مدني
هي مجلة تطوعية دورية هادفة واكبت تحركات المجتمع المدني والحركات اللاطائفية والعلمانية في لبنان منذ مطلع القرن الحادي والعشرين، وعرضت آخر أخبار وتحركات ونشاطات الشباب المدني في لبنان ومشاريع حركات المجتمع المدني.
تتضمن هذه المجلة الورقية تحقيقات ومقابلات ومقالات ورسوم متنوعة، بالإضافة إلى آراء الشباب اللبناني في مختلف القضايا المطروحة على الساحة اللبنانية والعربية.
تُوَزّع المجلة مجاناً في جميع المناطق اللبنانية.

## تأسيسها
تأسست المجلة في العام 2002 بمبادرة من المطران غريغوار حداد وتيار المجتمع المدني. وقد تطوع في مسؤولية تحريرها ناشطون وناشطات في المجتمع المدني.

## مواضيع المجلة
الصفحات الثابتة: الافتتاحية/ نشاطات وتحركات مدنيّة/ مقابلة/ تحقيق/ خلف الخط الأحمر/ كتاب ومؤلف/ آراء حرة/ تحية
عدد الصفحات: 20 إلى 24.
صدرت أعداد خاصة من المجلة تناولت حراكات كبيرة شهدها لبنان منها: حراك إسقاط النظام الطائفي، والحراك المدني في مواجهة أزمة النفايات، وثورة 17 تشرين 2019.
كما تناولت أعداد خاصة أخرى مواضيع مثل الزواج المدني، والقوانين الانتخابية في لبنان، والعلمانية، وشطب القيد المذهبي.